# Menesia nigriceps
Menesia nigriceps är en skalbaggsart som först beskrevs av Aurivillius 1903.  Menesia nigriceps ingår i släktet Menesia och familjen långhorningar. Inga underarter finns listade i Catalogue of Life.